# Dryocoetes autographus
Dryocoetes autographus é uma espécie de insetos coleópteros polífagos pertencente à família Curculionidae.
A autoridade científica da espécie é Ratzeburg, tendo sido descrita no ano de 1837.
Trata-se de uma espécie presente no território português.